# Gerhard Beier (Politiker)
Gerhard Beier (* 11. Dezember 1919 in Damerow, Kreis Belgard; † 17. November 2005) war ein deutscher Politiker (SPD).

## Leben
Nach der Mittleren Reife absolvierte Beier eine Lehre als Vermessungstechniker. Ab 1930 folgte ein Studium an der Staatsbauschule in Berlin, an der er 1940 das Ingenieur-Examen ablegte. Von 1940 bis 1945 nahm er als Soldat am Zweiten Weltkrieg teil und erhielt als Leutnant im März 1945 das Ritterkreuz des Eisernen Kreuzes.
Ab 1946 war Beier als Vermessungsingenieur beim Bezirksamt Spandau tätig. Er trat 1949 in die SPD ein. Von 1967 bis 1979 gehörte er dem Abgeordnetenhaus von Berlin an. Er war Mitglied des Ausschusses für Bau- und Wohnwesen. In der Öffentlichkeit trat er jedoch kaum in Erscheinung.